# Elwin Friedrich
Elwin Friedrich (* 25. Juli 1933 in Amriswil; † 2. Februar 2012 in Grancia) war ein Schweizer Eishockeyspieler, der erst als Stürmer und später als Verteidiger spielte.

## Karriere
Friedrich spielte bei Grasshoppers Zürich, dem Zürcher SC und Lausanne HC – 1959 als Flügelstürmer in einer Angriffsformation mit Fritz Naef und Michel Wehrli –, bevor er zum ACBB Paris wechselte. 1959 gewann er mit dem ACBB Paris den Spengler Cup. Nach einem Wechsel zu HC Diavoli Mailand – als er für die Schweiz nicht spielberechtigt war – wechselte er zum Villars HC, mit dem er 1963 Schweizer Meister wurde. Ebenfalls wechselte der Amriswiler seine bevorzugte Position und trat fortan als Verteidiger in Erscheinung. Später spielte er als Spielertrainer beim HC Lugano, mit dem er 1971 in die höchste Spielklasse aufstieg, und HC Ascona. In Ascona verweilte Friedrich noch mehr als zehn Jahre, bevor er seine aktive Karriere beendete.
Friedrich galt als erster Schweizer Spieler, der über einen harten Schlagschuss verfügte. Dieser war bislang in der Schweiz unbekannt; Dave Maguire, kanadischer Spielertrainer des Zürcher SC, hatte ihm dies 1953 beigebracht.

### International
Friedrich war Teilnehmer der Schweizer Eishockeynationalmannschaft bei den Olympischen Winterspielen 1964 und bei den Eishockey-Weltmeisterschaften 1961 bis 1963. Insgesamt bestritt er 54 Länderspiele für die Schweiz. Seinen letzten Spiele absolvierte er im Rahmen der Weltmeisterschaft 1967, als die Schweiz in die C-Gruppe abstieg. Auch in der Schweizer Hockeynationalmannschaft kam er zu Einsätzen.